# SAND Subotica
SAND Subotica (serb. cyr. САНД Суботица) – jugosłowiański klub piłkarski, mający siedzibę w mieście Subotica, na północy kraju, działający w latach 1920–1945.

## Historia
Chronologia nazw:
- 1920: SAND Subotica (serb. САНД Суботица)
- 1945: klub rozwiązano

Klub piłkarski SAND został założony w Suboticy 6 czerwca 1920 roku na fundamencie dawnego stowarzyszenia MTE (Munkas Testedzo Egyesulet, czyli, Robotnicze Szkoleniowe Stowarzyszenie), którego działalność została zakazana 6 kwietnia 1920 roku. Zaraz po utworzeniu zespół został zakwalifikowany do rozgrywek o Prvenstvo Subotice – I. razred. Od lipca do sierpnia 1920 roku walczył o tytuł mistrza, kończąc mistrzostwa na drugiej pozycji. 15 lutego 1920 roku Jugosłowiański Związek Piłki Nożnej (JNS) podzielił Federację na pięć oddziałów i zalecił rozpoczęcie mistrzostw oddziałowych na początku 1920 roku. Pierwsze mistrzostwa Jugosłowiańskiego Związku Piłki Nożnej miały zostać rozegrane jesienią 1920 roku, jednak rozpoczęły się dopiero w 1923 roku. Osiem miesięcy później, 3 października 1920 roku w Suboticy został utworzony szósty pododdział – Suboticki Oddział Związku Piłki Nożnej (SLP), który rozpoczął swoje mistrzostwa 10 października 1920 roku. W debiutowym sezonie 1920/21 zespół zajął 3.miejsce w rozgrywkach o Prvenstvo Subotickog podsaveza – 1. razred. W sezonach 1921/22 i 1922/23 był drugim, a w 1923/24 spadł na 5.pozycję. Potem w kolejnych dwóch sezonach zdobył wicemistrzostwo SLP, a w sezonie 1926/27 po raz pierwszy został mistrzem SLP, kwalifikując się do rozgrywek finałowych o mistrzostwo Królestwa Serbów, Chorwatów i Słoweńców. Najpierw musiał jednak walczyć w eliminacjach, pokonując Hajduk z Osijeka. W turnieju finałowym mistrzostw Królestwa Serbów, Chorwatów i Słoweńców. 1927 został sklasyfikowany na czwartej lokacie wśród 6 uczestników.
W kolejnych dwóch sezonach 1927/28 i 1928/29 ponownie zdobył mistrzostwo SLP, ale przegrał w kwalifikacjach do finałów, w 1928 z HAŠK Zagrzeb 1:6, 2:4 i w 1929 z SK Jugoslavija Belgrad 0:1, 1:3. W sezonie 1929/30 zespół został wicemistrzem SLP i nie zakwalifikował się do finałów mistrzostw Jugosławii (nazwa państwa 3 października 1929 została zmieniona na „Królestwo Jugosławii”). W następnym sezonie 1930/31 został zmieniony system kwalifikacji do finałów mistrzostw Jugosławii. Wiosną 1931 najlepsze kluby ze wszystkich pododdziałów zostały przeniesione do kwalifikacji JNS, a wyniki ligowe zostały anulowane. Występ w kwalifikacjach był nieudanym, po zajęciu przedostatniego 7.miejsca w grupie 3 klub nie awansował do finałów. W sezonie 1931/32 ponownie startował w mistrzostwach SLP, po zdobyciu drugiego miejsca w I. razrede Subotickiej grupy awansował do turnieju finałowego o mistrzostwo związku, w których zajął ostatnią czwartą pozycję i nie awansował do finałów mistrzostw Jugosławii. W sezonie 1932/33 nawet nie zakwalifikował się do finałów o mistrzostwo SLP (był szóstym w I. razrede Subotickiej grupy). W następnym sezonie 1933/34 zespół zajął czwarte miejsce w grupie Subotica, i jak poprzednio nie zakwalifikował się do finałów.
Klub występował w pierwszej lidze grupy Subotica do roku 1940. Następny sezon 1940/41 nie zakwalifikował się do eliminacji o nazwie Srpska liga, jednak turniej finałowy nie został rozegrany, tak jak 6 kwietnia 1941 roku po najechaniu przez Państwa Osi Królestwo Jugosławii zostało podzielone. Część północna kraju, włączając miasto Subotica, została 11 kwietnia 1941 zaanektowana przez Węgry.
Podczas okupacji węgierskiej został odrodzony klub Szabadkai MTE, do którego przeszła część piłkarzy SAND. Zespół startował w mistrzostwa Węgier. W sezonie 1941/42 zajął dziewiąte miejsce w rozgrywkach Alföldi kerület, I. osztály, Szabadkai csoport (D4), a w następnej 1942/43 awansował ma siódmą pozycję w Délvidéki kerület, Szabadkai alosztály, I. osztály, Szabadkai csoport. Sezon 1943/44 rozpoczął w mistrzostwach Szabadkai alosztály, I. osztály, Déli csoport (D4), które zostały niedokończone z powodu powiększenia się obszaru opanowanego przez oddziały Narodowej Armii Wyzwolenia Jugosławii pod dowództwem Josipa Broza Tity. Działalność klubu SAND już nigdy nie została wznowiona, ponieważ wszystkie kluby zostały zlikwidowane w czerwcu 1945 przez komunistyczne władze.

## Barwy klubowe, strój, herb, hymn
|  |  |

Klub ma barwy czerwono-czarne. Piłkarze domowe spotkania zazwyczaj grają w pasiastych pionowo czerwono-czarnych koszulkach, czarnych spodenkach oraz czerwonych getrach.

## Sukcesy

### Trofea międzynarodowe
Do chwili obecnej klub jeszcze nigdy nie zakwalifikował się do rozgrywek europejskich.

### Trofea krajowe
| \| \| Zdobyte trofea w rozgrywkach Jugosławii (stan na: 31-05-1991) \| |                                                               |      |          |
| Rozgrywki                                                              | Osiągnięcie                                                   | Razy | Sezon(y) |
| Mistrzostwo                                                            | I miejsce                                                     | 0    |          |
| Mistrzostwo                                                            | II miejsce                                                    | 0    |          |
| Mistrzostwo                                                            | III miejsce                                                   | 0    |          |
| Mistrzostwo                                                            | 4.miejsce                                                     | 1    | 1927     |
| Puchar                                                                 | zdobywca                                                      | 1    | 1930     |
| Puchar                                                                 | finalista                                                     | 0    |          |
| II liga                                                                | I miejsce                                                     | 0    |          |
| II liga                                                                | II miejsce                                                    | 0    |          |
| II liga                                                                | III miejsce                                                   | 0    |          |
|                                                                        | Zdobyte trofea w rozgrywkach Jugosławii (stan na: 31-05-1991) |      |          |

- Prvenstvo Subotickog lopatskog podsaveza:
  - mistrz (2): 1926/27, 1927/28
  - wicemistrz (4): 1921/22, 1922/23, 1924/25, 1925/26
  - 3.miejsce (1): 1920/21
- I. razred Prvenstva grupe Subotica:
  - mistrz (1): 1928/29
  - wicemistrz (3): 1920, 1929/30, 1931/32

## Poszczególne sezony
| Sezon   | Liga                                                    | M                        | Z                        | R                        | P                        | B+                       | B–                       | Pkt                      | Poz                      | Puchar                   | R.                       | W.                       | R.                       | W.                       | Piłkarz                  | Br.                      | Uwagi                                         |
| Sezon   | Mistrzostwa krajowe                                     | Mistrzostwa krajowe      | Mistrzostwa krajowe      | Mistrzostwa krajowe      | Mistrzostwa krajowe      | Mistrzostwa krajowe      | Mistrzostwa krajowe      | Mistrzostwa krajowe      | Mistrzostwa krajowe      | Puchar                   | Inne puchary krajowe     | Inne puchary krajowe     | Puchary między- narodowe | Puchary między- narodowe | Król strzelców           | Król strzelców           | Uwagi                                         |
| ------- | ------------------------------------------------------- | ------------------------ | ------------------------ | ------------------------ | ------------------------ | ------------------------ | ------------------------ | ------------------------ | ------------------------ | ------------------------ | ------------------------ | ------------------------ | ------------------------ | ------------------------ | ------------------------ | ------------------------ | --------------------------------------------- |
| 1920    | założono SAND (Subotica)                                | założono SAND (Subotica) | założono SAND (Subotica) | założono SAND (Subotica) | założono SAND (Subotica) | założono SAND (Subotica) | założono SAND (Subotica) | założono SAND (Subotica) | założono SAND (Subotica) | założono SAND (Subotica) | założono SAND (Subotica) | założono SAND (Subotica) | założono SAND (Subotica) | założono SAND (Subotica) | założono SAND (Subotica) | założono SAND (Subotica) | założono SAND (Subotica)                      |
| 1920    | Prvenstvo Subotice - I. razred                          | 7                        | 6                        | 0                        | 1                        | 26                       | 13                       | 12                       | 2                        | nie org.                 |                          |                          |                          |                          |                          |                          |                                               |
| 1920/21 | Prvenstvo Subotickog podsaveza - I. razred              | 16                       | 10                       | 2                        | 4                        |                          |                          | 22                       | 3                        | nie org.                 |                          |                          |                          |                          |                          |                          |                                               |
| 1921/22 | Prvenstvo Subotickog podsaveza - I. razred              | 18                       | 13                       | 1                        | 4                        | 43                       | 18                       | 27                       | 2                        | nie org.                 |                          |                          |                          |                          |                          |                          |                                               |
| 1922/23 | Prvenstvo Subotickog podsaveza - I. razred              | 16                       | 13                       | 1                        | 2                        | 71                       | 15                       | 27                       | 2                        | nie org.                 |                          |                          |                          |                          |                          |                          |                                               |
| 1923/24 | Prvenstvo Subotickog podsaveza - I. razred              | 18                       | 9                        | 2                        | 7                        | 33                       | 21                       | 18                       | 5                        | nie org.                 |                          |                          |                          |                          |                          |                          | -2 pkt.                                       |
| 1924/25 | Prvenstvo Subotickog podsaveza - I. razred              | 14                       | 6                        | 5                        | 3                        | 21                       | 14                       | 17                       | 2                        | nie org.                 |                          |                          |                          |                          |                          |                          |                                               |
| 1925/26 | Prvenstvo Subotickog podsaveza - I. razred              | 16                       | 12                       | 1                        | 3                        | 53                       | 22                       | 25                       | 2                        | nie org.                 |                          |                          |                          |                          |                          |                          |                                               |
| 1926/27 | Prvenstvo Subotickog podsaveza - I. razred              | 18                       | 15                       | 2                        | 1                        | 72                       | 17                       | 32                       | 1                        | nie org.                 |                          |                          |                          |                          |                          |                          | awans do finału po barażach z Hajduk (Osijek) |
| 1926/27 | Prvenstvo Jugoslavije                                   | 5                        | 2                        | 0                        | 3                        | 11                       | 12                       | 4                        | 4                        | nie org.                 |                          |                          |                          |                          |                          |                          | awans do finału po barażach z Hajduk (Osijek) |
| 1927/28 | Prvenstvo Subotickog podsaveza - I. razred              | 18                       | 16                       | 2                        | 0                        | 82                       | 10                       | 34                       | 1                        | nie org.                 |                          |                          |                          |                          |                          |                          | awans do playoff                              |
| 1927/28 | Izlučno natjecanje za prvenstvo JNS                     | 2                        | 0                        | 0                        | 2                        | 3                        | 10                       | 0                        | 2                        | nie org.                 |                          |                          |                          |                          |                          |                          | awans do playoff                              |
| 1928/29 | Prvenstvo grupy Subotica - I. razred                    | 10                       | 8                        | 2                        | 0                        | 28                       | 6                        | 18                       | 1                        | nie org.                 |                          |                          |                          |                          |                          |                          | awans do playoff                              |
| 1928/29 | Izlučno natjecanje za prvenstvo JNS                     | 2                        | 0                        | 0                        | 2                        | 1                        | 4                        | 0                        | 2                        | nie org.                 |                          |                          |                          |                          |                          |                          | awans do playoff                              |
| 1929/30 | Prvenstvo grupy Subotica - I. razred                    | 12                       | 8                        | 1                        | 3                        | 34                       | 11                       | 17                       | 2                        | 1                        |                          |                          |                          |                          |                          |                          |                                               |
| 1930/31 | Prvenstvo grupy Subotica - I. razred                    |                          |                          |                          |                          |                          |                          |                          |                          | nie org.                 |                          |                          |                          |                          |                          |                          | nie dokończył,przeniesiony                    |
| 1930/31 | Izlučno natjecanje za prvenstvo JNS - 3. skupina        | 14                       | 4                        | 1                        | 9                        | 21                       | 32                       | 9                        | 7                        | nie org.                 |                          |                          |                          |                          |                          |                          | nie dokończył,przeniesiony                    |
| 1931/32 | Prvenstvo grupy Subotica - I. razred                    | 12                       | 8                        | 1                        | 3                        | 31                       | 14                       | 17                       | 2                        | nie org                  |                          |                          |                          |                          |                          |                          | awans do finału                               |
| 1931/32 | Prvenstvo Subotickog podsaveza - Završna liga za prvaka | 6                        | 2                        | 0                        | 4                        | 5                        | 12                       | 4                        | 4                        | nie org                  |                          |                          |                          |                          |                          |                          | awans do finału                               |
| 1932/33 | Prvenstvo grupy Subotica - I. razred                    | 14                       | 5                        | 0                        | 9                        | 30                       | 29                       | 10                       | 6                        | nie org                  |                          |                          |                          |                          |                          |                          |                                               |
| 1933/34 | Prvenstvo grupy Subotica - I. razred                    | 16                       | 9                        | 1                        | 6                        | 32                       | 32                       | 19                       | 4                        | nie zakw.                |                          |                          |                          |                          |                          |                          |                                               |
| 1934/35 | Prvenstvo grupy Subotica - I. razred                    |                          |                          |                          |                          |                          |                          |                          | ?                        | nie org                  |                          |                          |                          |                          |                          |                          |                                               |
| 1935/36 | Prvenstvo grupy Subotica - I. razred                    |                          |                          |                          |                          |                          |                          |                          | ?                        | nie uczest.              |                          |                          |                          |                          |                          |                          |                                               |
| 1936/37 | Prvenstvo grupy Subotica - I. razred                    |                          |                          |                          |                          |                          |                          |                          | ?                        | nie org                  |                          |                          |                          |                          |                          |                          |                                               |
| 1937/38 | Prvenstvo grupy Subotica - I. razred                    |                          |                          |                          |                          |                          |                          |                          | ?                        | nie uczest.              |                          |                          |                          |                          |                          |                          |                                               |
| 1938/39 | Prvenstvo grupy Subotica - I. razred                    |                          |                          |                          |                          |                          |                          |                          | ?                        | nie uczest.              |                          |                          |                          |                          |                          |                          |                                               |
| 1939/40 | Prvenstvo grupy Subotica - I. razred                    |                          |                          |                          |                          |                          |                          |                          | ?                        | nie org                  |                          |                          |                          |                          |                          |                          |                                               |
| 1940/41 | Prvenstvo grupy Subotica - I. razred                    |                          |                          |                          |                          |                          |                          |                          | ?                        | nie org                  |                          |                          |                          |                          |                          |                          |                                               |
| 1945    | klub rozwiązano                                         | klub rozwiązano          | klub rozwiązano          | klub rozwiązano          | klub rozwiązano          | klub rozwiązano          | klub rozwiązano          | klub rozwiązano          | klub rozwiązano          | klub rozwiązano          | klub rozwiązano          | klub rozwiązano          | klub rozwiązano          | klub rozwiązano          | klub rozwiązano          | klub rozwiązano          | klub rozwiązano                               |

### Rozgrywki międzynarodowe

#### Europejskie puchary
Nie uczestniczył w rozgrywkach europejskich.

### Rozgrywki krajowe
| \| \| Bilans występów klubu w rozgrywkach piłkarskich Jugosławii (Stan na 31 maja 1991 r.) \| |                                                                                      |        |       |   |   |   |    |    |     |           |        |        |      |
| Poziom                                                                                        | Rozgrywki                                                                            | Sezony | Mecze | Z | R | P | B+ | B– | Pkt | Lata      | Awanse | Spadki | Naj. |
| I                                                                                             | Prvenstvo Krаljevini Srbа, Hrvаtа i Slovenаcа                                        | 1      |       |   |   |   |    |    |     | 1927      | 0      | 0      | 4    |
| II                                                                                            | Prvenstvo Subotickog podsaveza / Prvenstvo grupy Subotica                            | 22     |       |   |   |   |    |    |     | 1920–1941 | 1      | 0      | 1    |
|                                                                                               | Puchar Jugosławii                                                                    | 1      |       |   |   |   |    |    |     | 1930      | 0      | 0      | 1    |
|                                                                                               | Bilans występów klubu w rozgrywkach piłkarskich Jugosławii (Stan na 31 maja 1991 r.) |        |       |   |   |   |    |    |     |           |        |        |      |

## Struktura klubu

### Stadion
Klub piłkarski rozgrywał swoje mecze domowe na stadionie SAND w Suboticy.

## Kibice i rywalizacja z innymi klubami

### Derby
- FK Bačka 1901
- ŽAK Subotica